# Luxemburger Wort
Luxemburger Wort – luksemburski dziennik wydawany w językach niemieckim i francuskim. Został założony w 1848 roku.
Pierwszy numer ukazał się po południu w czwartek, 23 marca. Trzy dni po ogłoszeniu przez rząd nowej konstytucji i zniesieniu cenzury. Gazeta powstała z inicjatywy dwóch przedstawicieli ruchu katolickiego: wikariusza apostolskiego Johannesa Theodora Laurenta i jego współpracownika, doktora teologii Eduarda Michelisa. Redakcja miała siedzibę w stolicy przy ulicy Großstraße 105, a jej udziałowcami, którzy sami sięgali po pióro, byli politycy i duchowni.
W pierwszym numerze, na czterech stronach, w trzech kolumnach, oprócz własnych sylwetek i planów redakcja przedstawiła proklamacje rządu z 20 marca 1848 roku, komentarze na ten temat, wiadomości z Luksemburga, Belgii i Francji. Podano też do wiadomości czytelników, że edycje planowane są na każdą środę i sobotę, a jeśli redakcja uzna to za konieczne, pojawią się dodatkowe wydania. Stało się tak już w czwartek, 24 sierpnia 1848.
W drugim numerze, z 26 marca 1848, pojawiły się pierwsze reklamy, a wydanie miało 6 stron. Dwie ostatnie potraktowano jako specjalny dodatek, a w nim wiadomości polityczne z Niemiec, Polski, Palestyny i Włoch. Całość była drukowana w języku niemieckim, gotycką czcionką.
W 2018 roku, po 170 latach ukazywania się tytułu, Luxembuger Wort był najczęściej czytaną gazetą w Luksemburgu i drugim najpopularniejszym źródłem wiadomości internetowych w tym kraju. Każdego dnia gazetę czyta blisko 51% wszystkich mieszkańców kraju a wersje elektroniczne docierają do 20500, głównie młodych, czytelników.